# Hill of Tara
 For alternative betydninger, se Tara. (Se også artikler, som begynder med Tara)
Hill of Tara (irsk: Teamhair eller Cnoc na Teamhrach) er en bakke og et forhistoriske ceremonielt sted og begravelsessted nær Skryne i County Meath, Irland.
Ifølge traditionen er bakken der, hvor overkongerne af Irland blev kronet; stedet optræder også i irsk mytologi. Tara består af en række monumenter og jordvolde og -bakker, der er blevet anlagt fra stenalderen og frem til jernalderen. De inkluderer en jættestue ("Mound of the Hostages"), gravhøje, en bautasten (Lia Fáil eller "Skæbnestenen"), og en ceremoniel vej. Der er også en kirke og en kirkegård på bakken.
Tara er en del af et større oldtidslandskab, og Tara er et beskyttet national monument der styres af Office of Public Works, som ligger under Irlands regering.